# Намдемун
Намдемун (кор.: хангиль: 남대문, букв. «Південні великі двері»), також відомі як Соннємун (숭례문, букв. «Шановані ворота пристойності»), — одні з восьми воріт у фортечній стіні Сеула, Південна Корея. Ворота формували початкову південну межу міста в період Чосон, хоча з того часу місто значно переросло цю межу. Вони розташовані у районі Чун між станцією Сеул та Сеулською площею з історичним цілодобовим ринком Намдемун біля воріт.
Ворота, що датуються XIV століттям, є історичними воротами у вигляді пагоди та вважаються першим національним скарбом Південної Кореї. Колись це були одні із трьох головних воріт Сеула, зроблених у кам’яній стіні довжиною 18,2 км і висотою 6,1 м. Побудовані в останній рік правління короля Тхеджо Чосона в 1398 році й перебудовані в 1447 році.
У 2008 році дерев'яна пагода на вершині воріт була серйозно пошкоджена підпалом. Реставраційні роботи почалися в лютому 2010 року і завершилися 29 квітня 2013 року. Ворота були знову відкриті 4 травня 2013 року.

## Назва
Уряд Південної Кореї, як написано ханчею на дерев'яній конструкції, офіційно називає визначну пам'ятку Соннємун, хоча ворота були відоміші як Намдемун з часів Чосону.
У Кореї є поширена думка, що назва «Намдемун» була нав'язана насильно під час японського колоніального періоду, а тому її не можна використовувати. Однак літописи династії Чосон показують, що називати вісім воріт Сеула відповідно до їхніх напрямків було звичайним розмовним вживанням до приходу японців[джерело?].
На відміну від інших воріт, табличка Соннємуна має назву, написану вертикально. Коли перший король династії Чосон, Лі Сонґє (який правив з 1335 по 1408 рік), побудував столицю, він вірив, що вогонь досягне Кьонбоккуна, а також столиці, бо гора Кванаксан в Сеулі має форму вогня згідно з принципами феншуй. Ім'я Соннємун означає «вогонь», що походить від гармонії П'яти Елементів, і, якщо написати його вертикально, то китайський ієрогліф «вогонь» виглядає так, ніби він забезпечує захист. Це був відомий твір Янньондегуна (1394—1462), першого сина Тхеджона (1367—1422).

## Історія

### До пожежі 2008 року
До пожежі 2008 року Намдемун був найстарішою дерев'яною спорудою в Сеулі. Міська брама, зроблена з дерева та каменю з двоярусним черепичним дахом у формі пагоди, була завершена в 1398 році і спочатку використовувалася для зустрічі іноземних емісарів, контролю доступу до столиці та захисту від амурських тигрів, які здавна жили на цій території. Будівництво почалося в 1395 році під час четвертого року правління короля Чосона Тхеджо і було завершене в 1398 році. Будівля була перебудована в 1447 році, під час 29-го року правління короля Седжона Великого, і відтоді кілька разів ремонтувалася. Спочатку це була одна з трьох головних брам, іншими були Тондемун (Східні ворота) і нині зруйновані Содемун (Західні ворота) в районі Сеодемун.
Це місце битви при Намдемун.
На початку XX ст. міські стіни, які оточували Сеул, були знесені, щоб зробити транспортну систему більш ефективною. Візит до Сеула спадкоємного принца Японії спонукав до знесення стін навколо Намдемуна, оскільки принца вважали занадто піднесеним, щоб він проходив через ворота. Ворота були закриті для публіки в 1907 році після того, як влада побудувала неподалік гілку електричних трамваїв. У 1938 році генерал-губернатор Кореї призначив Намдемун корейським скарбом № 1.
Намдемун був значно пошкоджений під час Корейської війни і у 1961 році було розпочато капітальний ремонт, церемонія завершення ремонту відбулася 14 травня 1963 року. 20 грудня 1962 року йому було надано статус «Національного скарбу № 1».
Ворота були знову відремонтовані в 2005 році, був розбитий газон навколо воріт, перш ніж знову ворота відкрили для публіки з великою помпою 3 березня 2006 року. Під час реставрації було зроблено 182 сторінки креслень воріт на випадок надзвичайних ситуацій, які можуть пошкодити конструкцію. Через три роки виникла така надзвичайна ситуація.

### Пожежа 2008 року
10 лютого 2008 року, приблизно о 20:50, спалахнула пожежа, яка серйозно пошкодила дерев'яну конструкцію у верхній частині воріт Намдемун. Вогонь знову вийшов з-під контролю після опівночі й остаточно знищив будівлю, незважаючи на зусилля понад 360 пожежників. Багато свідків повідомили, що бачили підозрілого чоловіка незадовго до пожежі, також були знайдені дві одноразові запальнички у місці, де ймовірно почалася пожежа. 69-річного чоловіка, впізнаного як Чхе Джонґі, затримали за підозрою в підпалі, а пізніше він зізнався у злочині. Капітан поліції повідомив, що Чхе розпилив фарбу на підлогу будівлі, а потім підпалив її. Поліція каже, що Чхе був засмучений тим, що йому не заплатили повністю за землю, яку він продав забудовникам. Цю ж людину було звинувачено у підпалі палацу Чхангьонгун у Сеулі в 2006 році. 25 квітня 2008 року Центральний окружний суд Сеула визнав Чхе винним і засудив його до десяти років ув'язнення.

### Реставрація
У лютому 2008 року управління культурної спадщини Південної Кореї оголосило про трирічний проєкт, який коштуватиме приблизно 20 мільярдів ₩ (приблизно 14 мільйонів доларів США) для відновлення та реставрації історичних воріт, що зробить це найдорожчим проєктом реставрації в Південній Кореї. Президент Лі Мьон Бак запропонував почати кампанію збору пожертвувань для фінансування відновлення споруди.
До січня 2010 року було завершено 70 % брами павільйону, першого поверху та 80 % кріпосної стіни. Роботи на даху почалися в квітні після завершення будівництва другого дерев'яного поверху з 22 000 черепиць, вироблених в традиційній печі в Пуйо, Південний Чхунчхон. Стіни та основний каркас планувалося завершити у квітні та травні відповідно. Стовпи та крокви мали бути вишукано прикрашені орнаментальними візерунками та кольорами, які були використані під час масштабного ремонту в 1963 році, що було найближче до оригіналу раннього Чосону.
У січні 2013 року офіційні особи оцінили, що реставрація воріт буде завершена приблизно в травні 2013 року. Будівництво було відкладено на чотири місяці через суворі погодні умови в Сеулі. 17 лютого 2013 року ворота були завершені на 96 %, і всі металеві каркасні риштування були зняті. 29 квітня 2013 року реставраційні роботи були завершені, а публічне відкриття було заплановане на 4 травня 2013 року, за день до Дитячого дня. Браму офіційно відкрили 5 травня 2013 року, після п'ятирічної реставрації.
Але через півроку після завершення реставрації фарба почала відколюватися, а дерево тріскатися. Президентка Республіки Корея Пак Кин Хє наказала розслідувати цю справу.

## Галерея

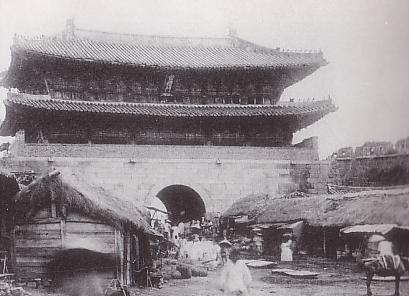
У період Чосон (бл. 1890-ті)
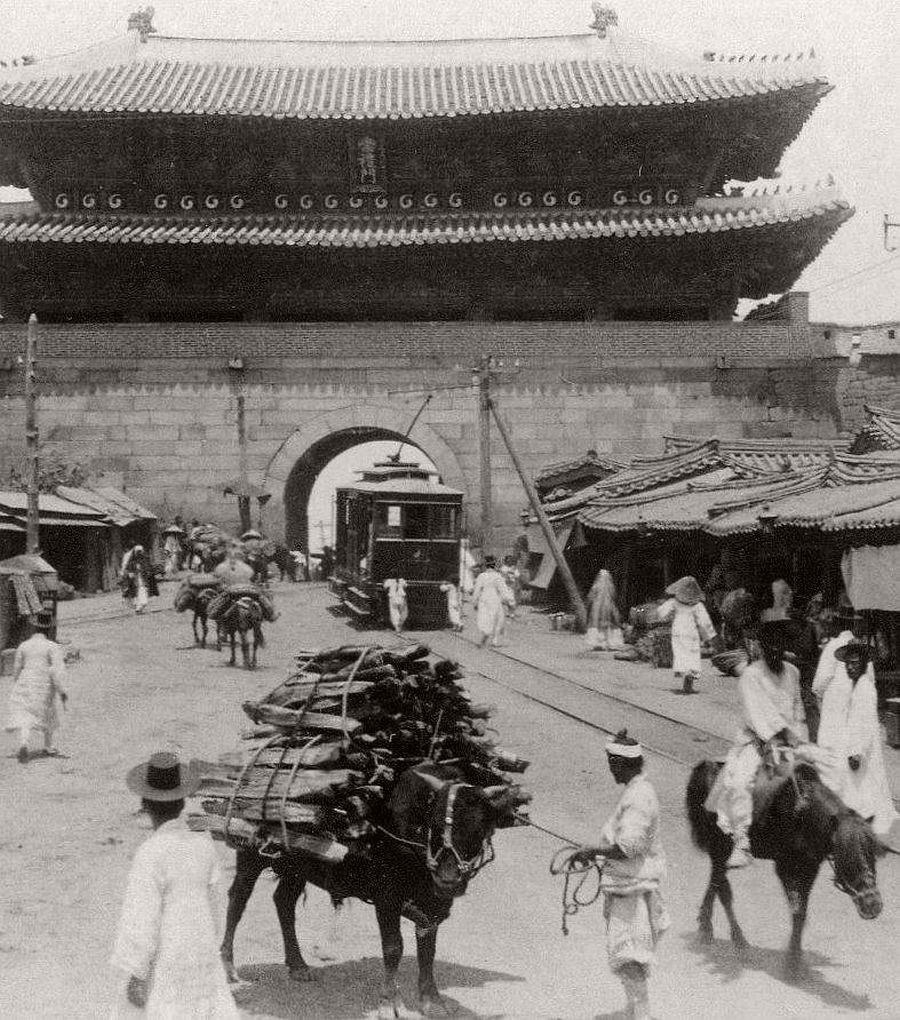
Під час Корейської імперії (бл. 1900–1910)
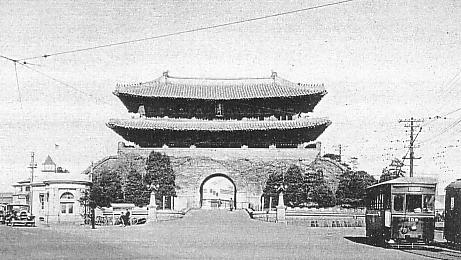
Японський колоніальний період (бл. 1935 р.)
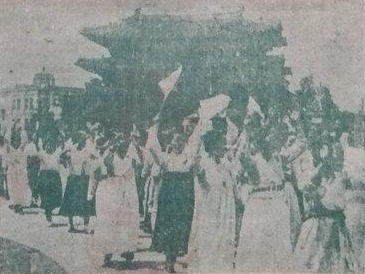
Церемонія, організована перед Намдемун після Першої битви за Сеул (1950)
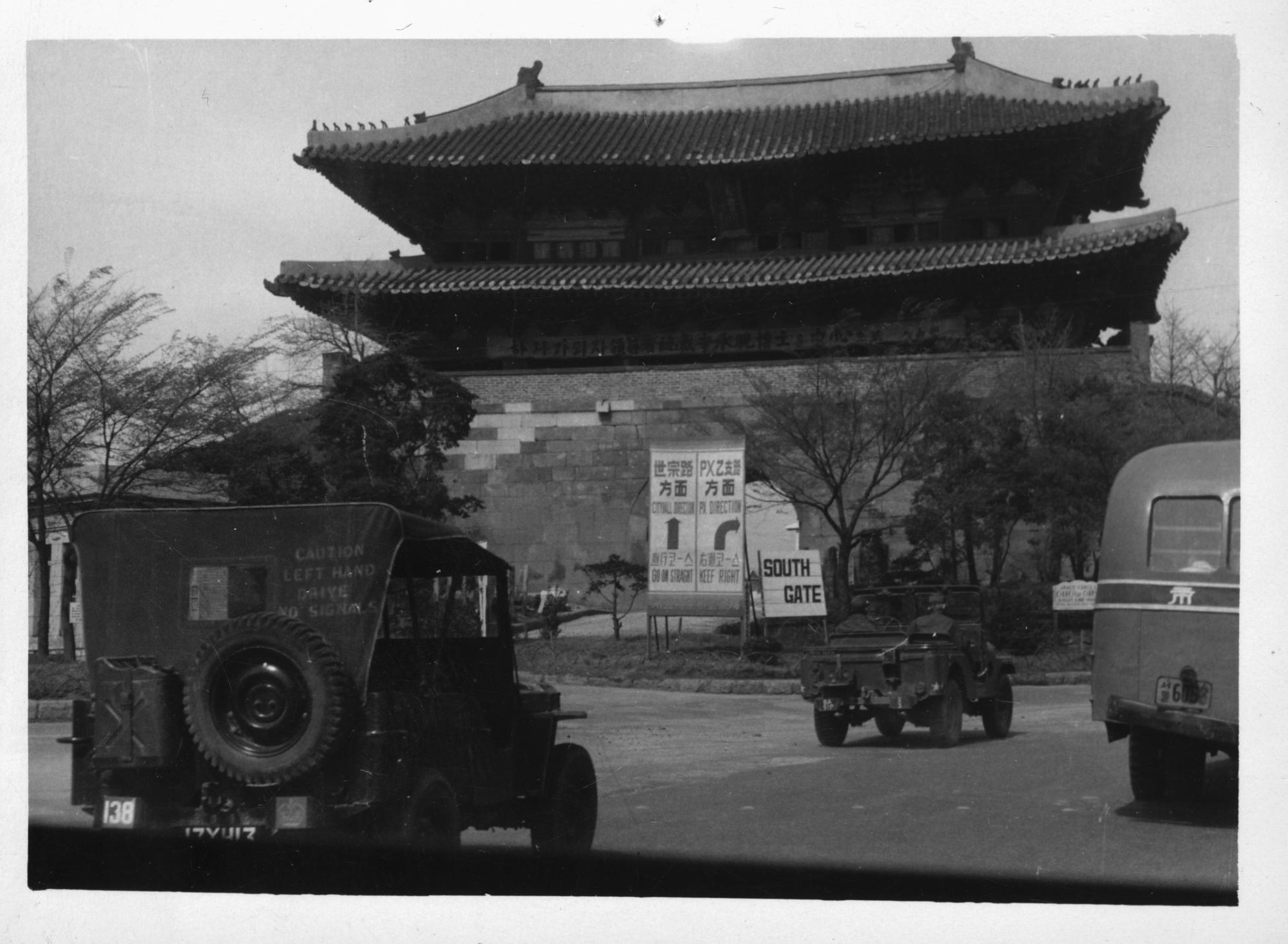
Перед закінченням Корейської війни (лютий 1953 р.)
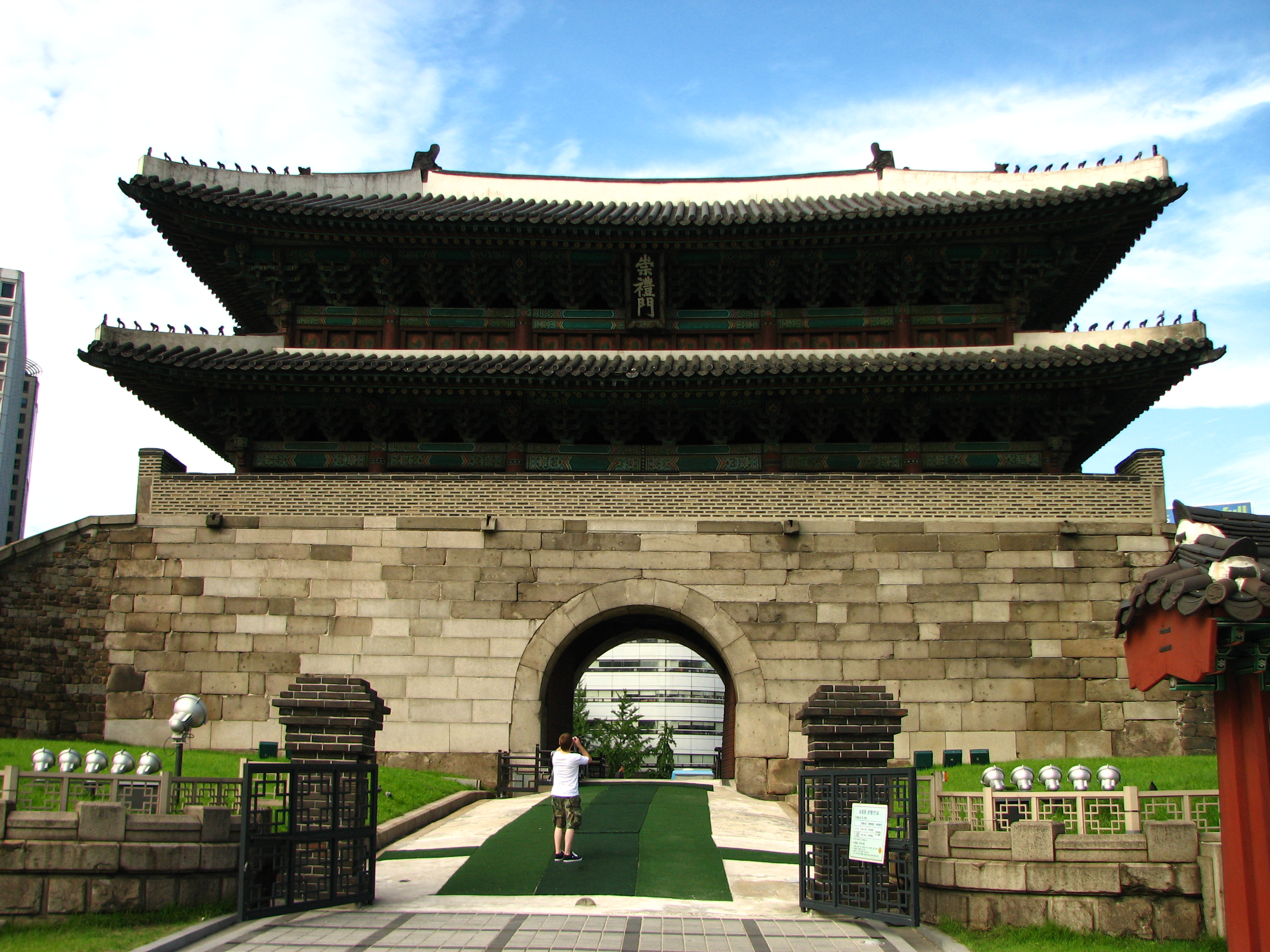
Перед пожежею (2007)
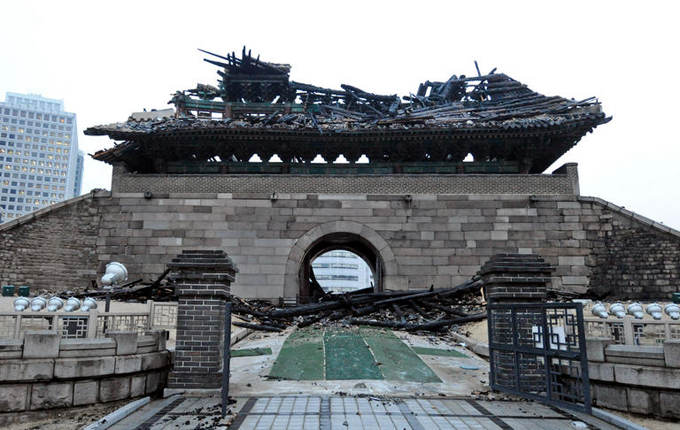
Наслідки пожежі (11 лютого 2008 р.)
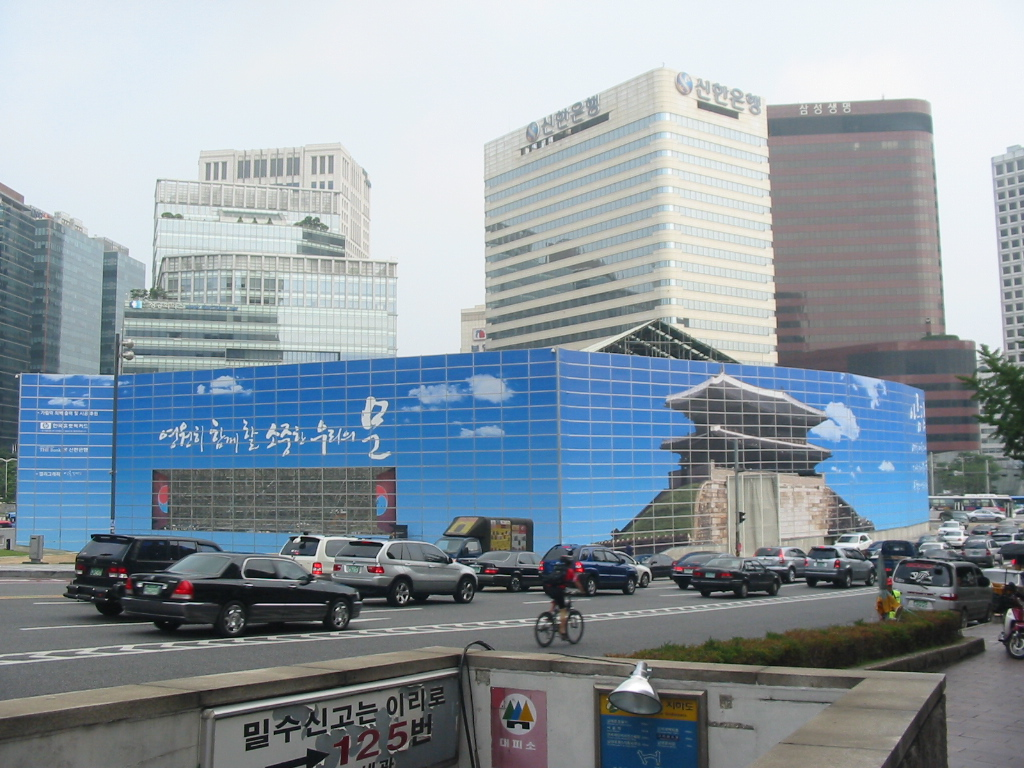
Реставраційні роботи (липень 2008)
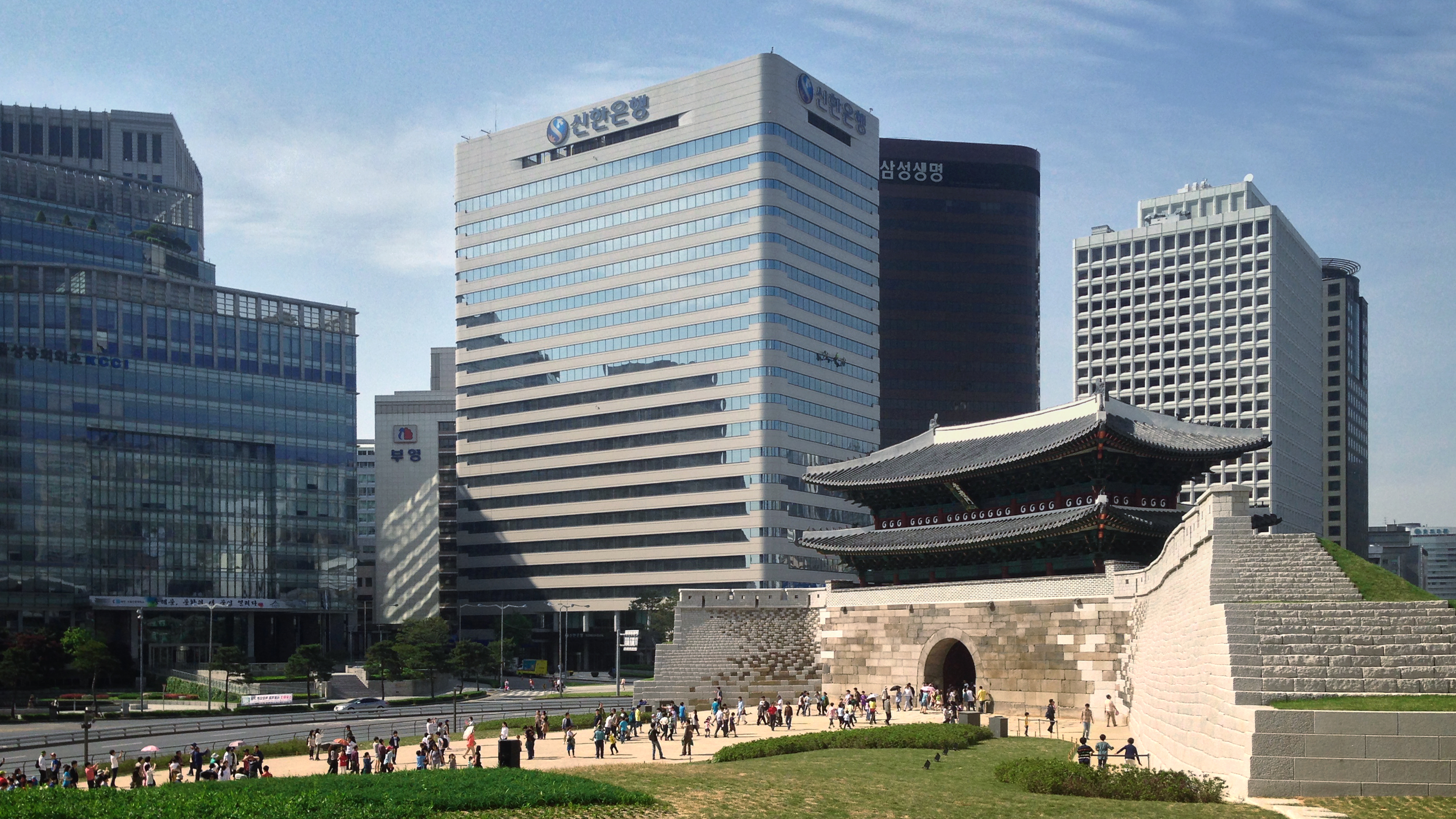
Повний вигляд (2013)
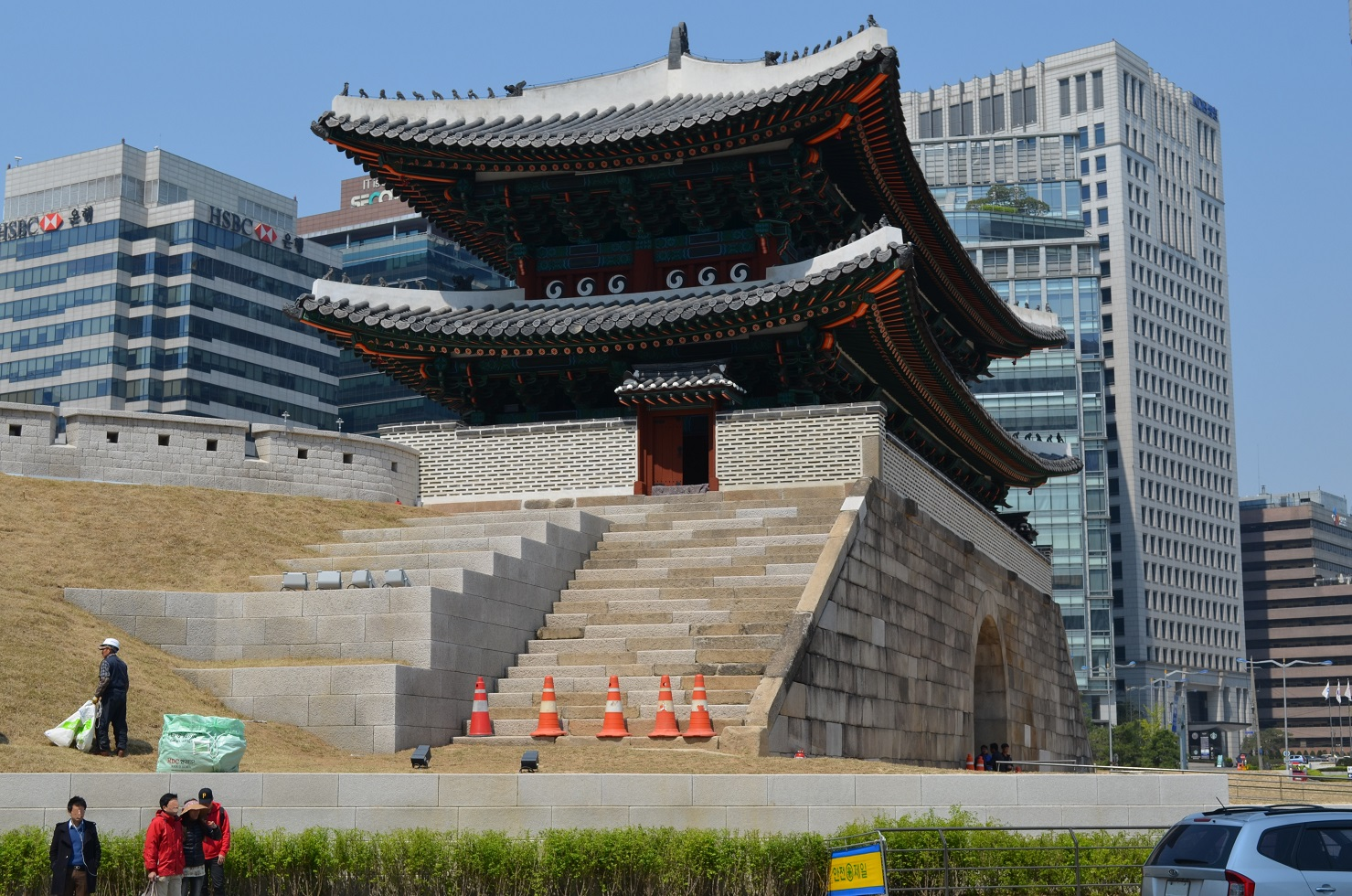
Задня і ліва сторона (2013)
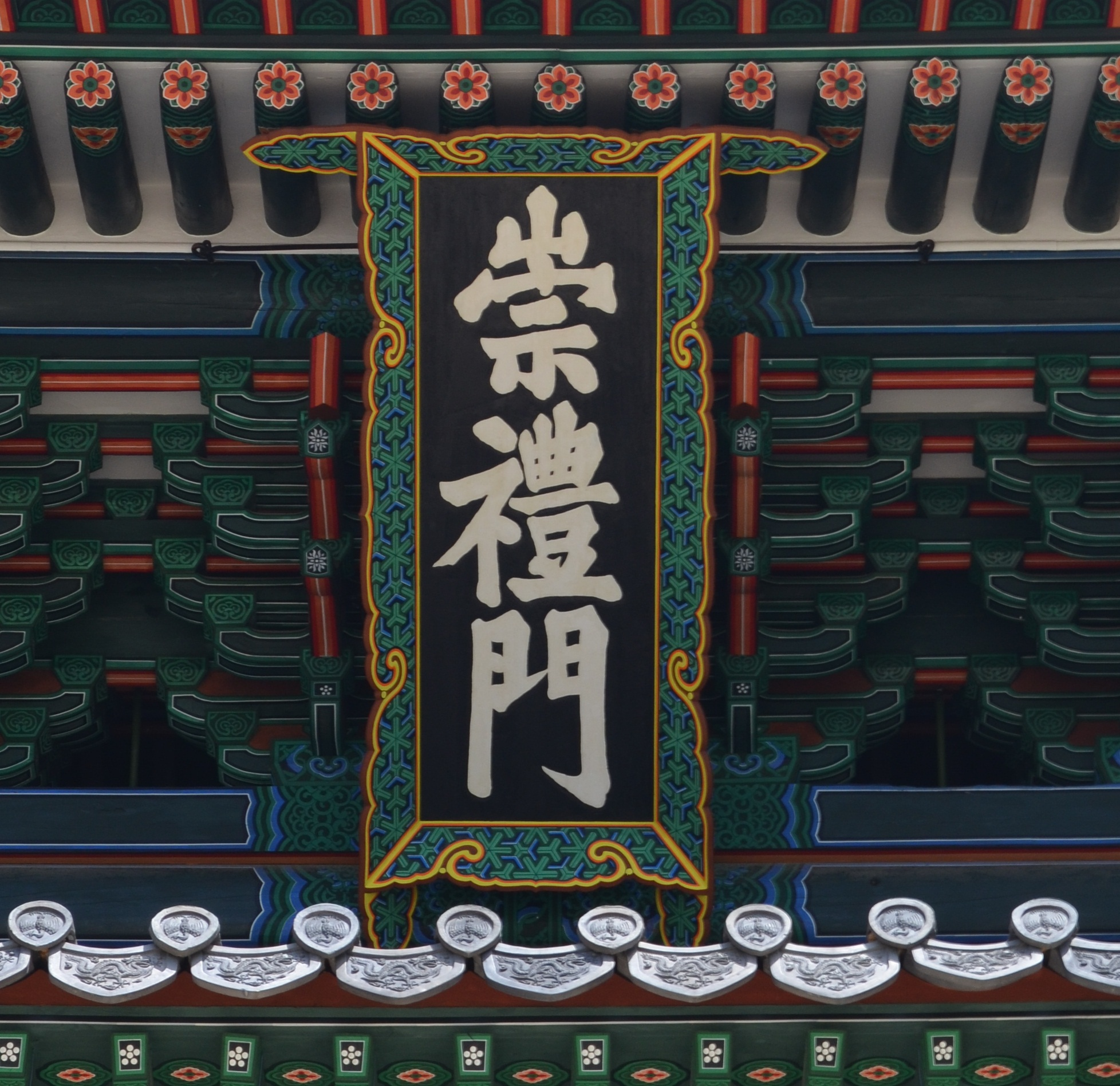
Табличка з офіційною назвою воріт «Соннємун», написана ханчею (2013)
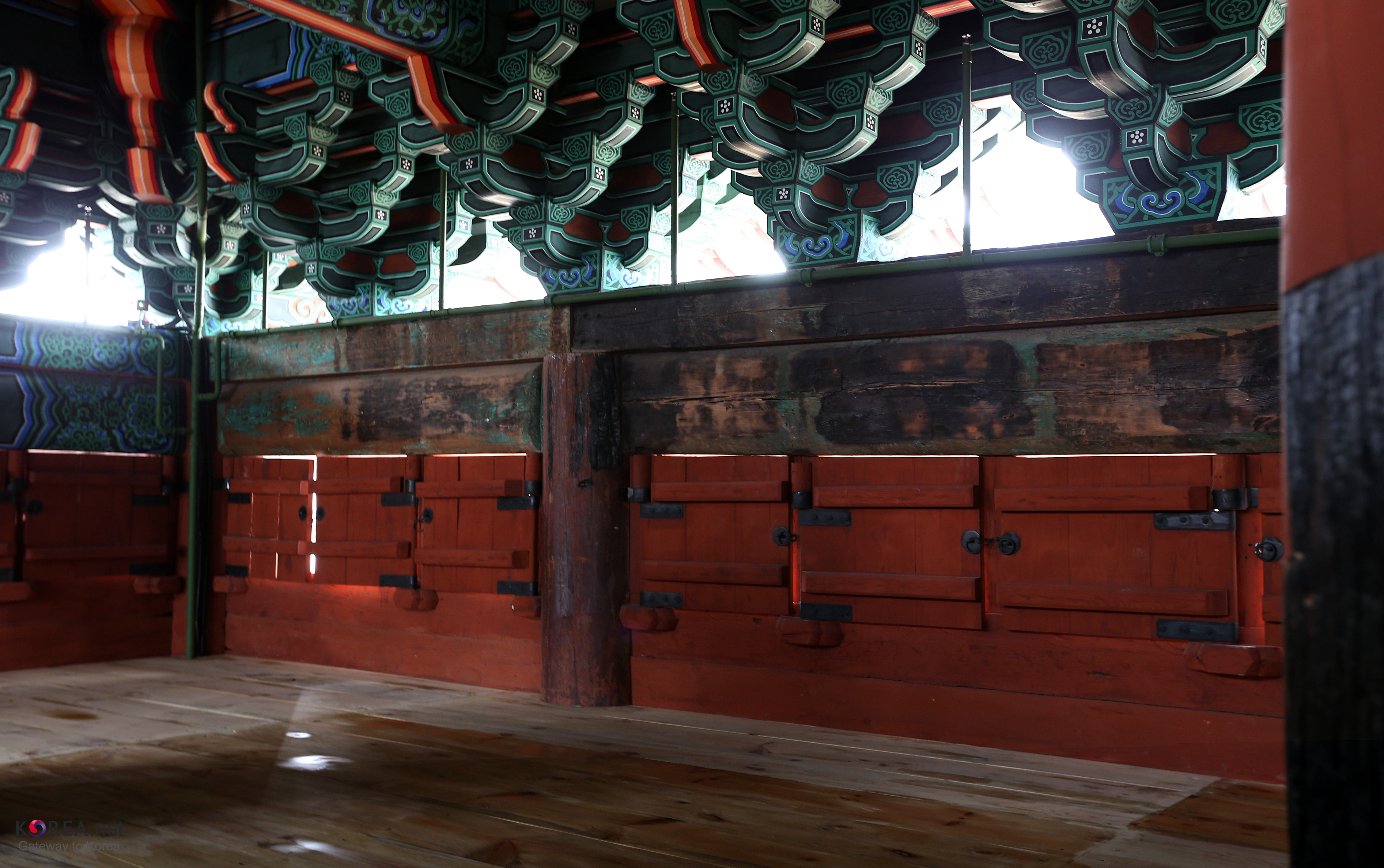
Всередині дерев'яної конструкції (2013)